# Doubtless (rivière)
La rivière Doubtless  (en anglais : Doubtless River)  est un cours d’eau du nord de la région de Canterbury, dans l’Île du Sud de la Nouvelle-Zélande.

## Géographie
C’est un affluent de la rivière Doubtful, qui prend naissance au sud du Mount Boscawen et s’écoule vers le sud à travers le Parc Forestier du Lake Sumner (en) pour rejoindre cette rivière à 2 km à l’est de « Phantom Flat ».
Le DOC maintient en état un refuge près de la jonction des rivières Doubtless et Doubtful.